# Rowa (Holldorf)
Rowa ist ein Ortsteil der Gemeinde Holldorf im Landkreis Mecklenburgische Seenplatte in Mecklenburg-Vorpommern.

## Geografie und Verkehrsanbindung
Holldorf liegt etwa neun Kilometer südlich von Neubrandenburg und zwei Kilometer südwestlich von Burg Stargard. Die Gemeinde liegt auf einer Endmoränenkette östlich des Tollensesees. Westlich verläuft die B 96.

## Sehenswürdigkeiten
- Feldsteinkirche

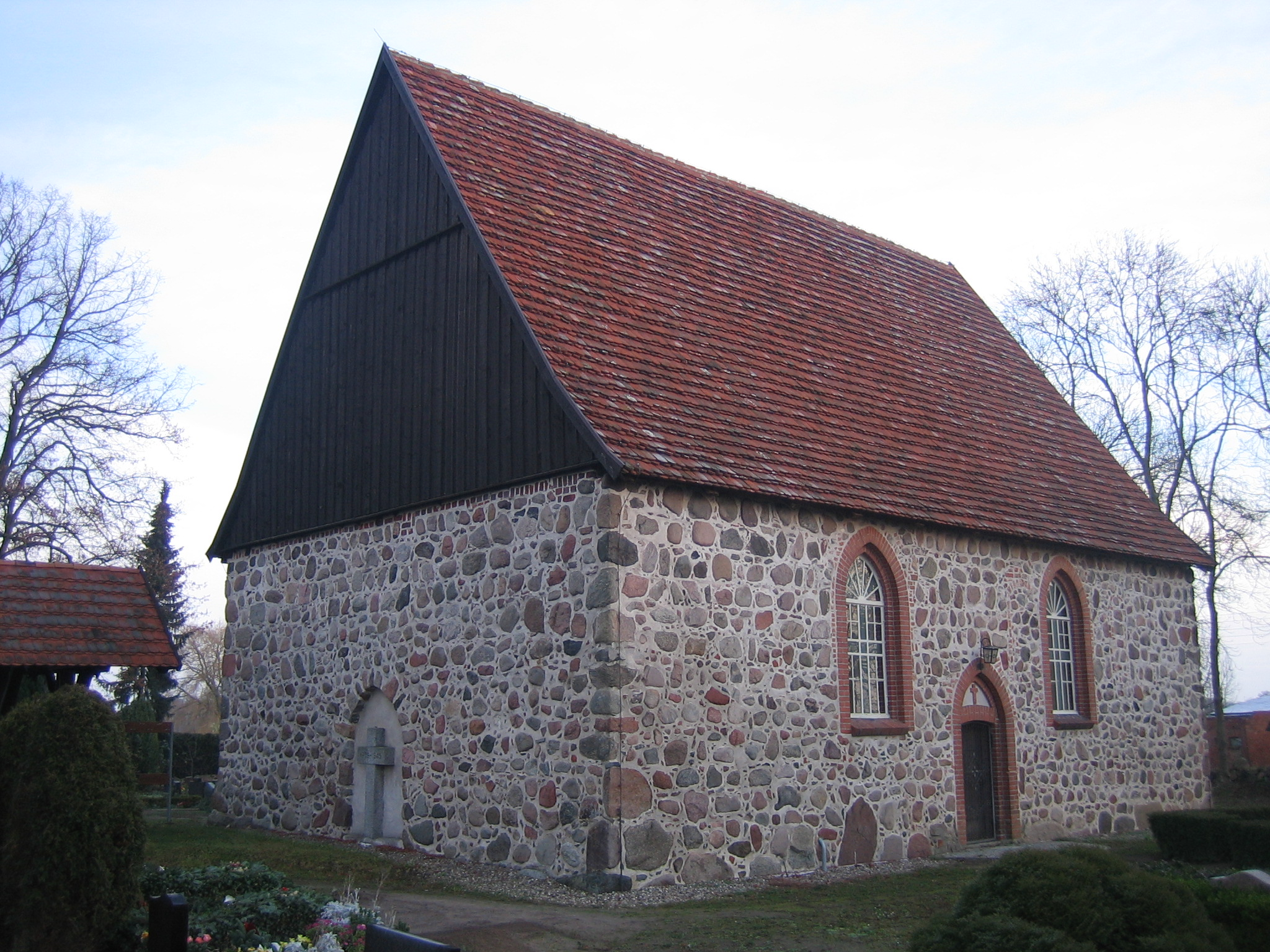
Dorfkirche Rowa
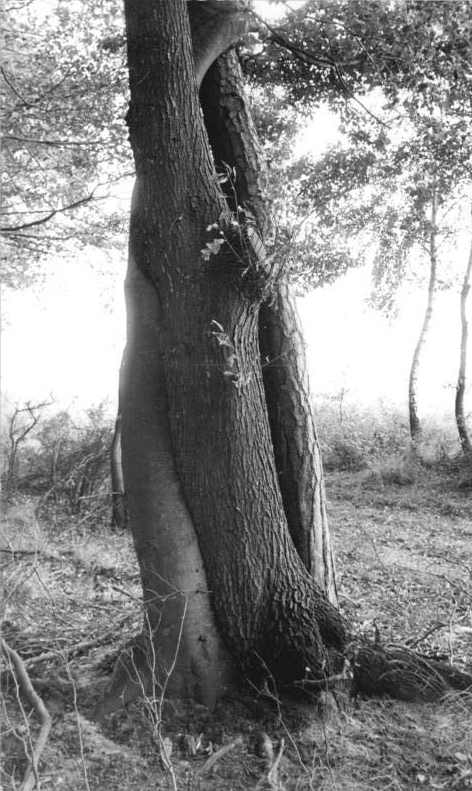
Baumdrilling im Rowaer Forst

## Söhne und Töchter des Ortes
- Viktor von Maltzahn (1823–1901), Erbmarschall von Alt-Vorpommern und Mitglied des Preußischen Herrenhauses